# 岡村峰子
岡村 峰子（おかむら みねこ）は、グランディング株式会社代表取締役。プロデューサー。

## 経歴
エイベックス株式会社にて販売促進業務に携わった後、株式会社セガに入社、水口哲也のもとでアシスタント・プロデューサーを務める。
- 1999年、セガが『スペースチャンネル5』をリリース。25世紀の宇宙が舞台という設定で、1960年代のジャズ音楽をテーマ曲にした、歌あり、踊りあり、ストーリーありの話題作は、マイケル・ジャクソン本人の参加や、発売時の渋谷ジャックなどプロモーション展開を行った。このゲームの主人公である「うらら」は、米MTVのCM「MTV award 2000」に登場するなど、ゲーム以外にも展開された。当時、うららの声優は「Herself(彼女自身)」とされていたが、実際には誰の声なのかということでも岡村の名前がたびたび話題にあがった。真相は不明。
- 2000年、セガの組織改編に伴い、子会社ユナイテッド・ゲーム・アーティスツ(UGA)に移動。
- 2001年、『Rez』では、シニアアシスタントプロデューサーとして開発全般に携わるほか、各種プロモーションを展開。デザイナーの草野剛とコラボレートしたTSUTAYA限定の「Rez快楽発生装置セット」を発売。2002年度欧州アルス・エレクトロニカ・インタラクティブアート部門Honorary Mention、日本の経済産業省デジタルコンテンツグランプリ・エンターテインメント部門サウンドデザイン賞、文化庁メディア芸術祭特別賞など受賞。[要出典]
- 2004年、初のプロデュース作品として『ASTRO BOY 鉄腕アトム』を株式会社セガより発売、鉄腕アトムの長い歴史において初めてとなったフル3Dのゲームを開発する。その後、マイクロソフト株式会社に入社、Xbox 360の新規プロジェクトである『NINETY-NINE NIGHTS(ナインティナイン・ナイツ)』を発売。
- 2006年に退社。フリープロデューサーを経て、
- 2007年9月、グランディング株式会社を設立。

## 主な作品
- 『スペースチャンネル5』
- 『Rez』
- 『ASTRO BOY 鉄腕アトム』
- 『NINETY-NINE NIGHTS（ナインティナイン・ナイツ）』
- 2008年12月 NTT『ニガオデコメ』（開発:リトルネロ、グランディング 発売:ギガネットワークス）
- 2009年3月26日 Wiiウェア『あそべる絵本 とびだスゴロク!』（開発:グランディング 発売:任天堂）
- 2009年9月16日 ニンテンドーDSiウェア『あそべる絵本 マインドテン』（開発:グランディング 発売:任天堂）
- 2010年12月01日 iPhone/iPad/iPod touch 音楽アプリ『Hot Keys(ホット・キーズ)』（開発/販売:グランディング）
- 2010年12月24日 iPad 教育アプリ『いっそイラスト チャイナ単語帳』（開発:グランディング 発売:小学館）
- 2011年11月16日 『ひらり 桜侍』（開発:グランディング、任天堂 発売:任天堂）